# Nexter 30

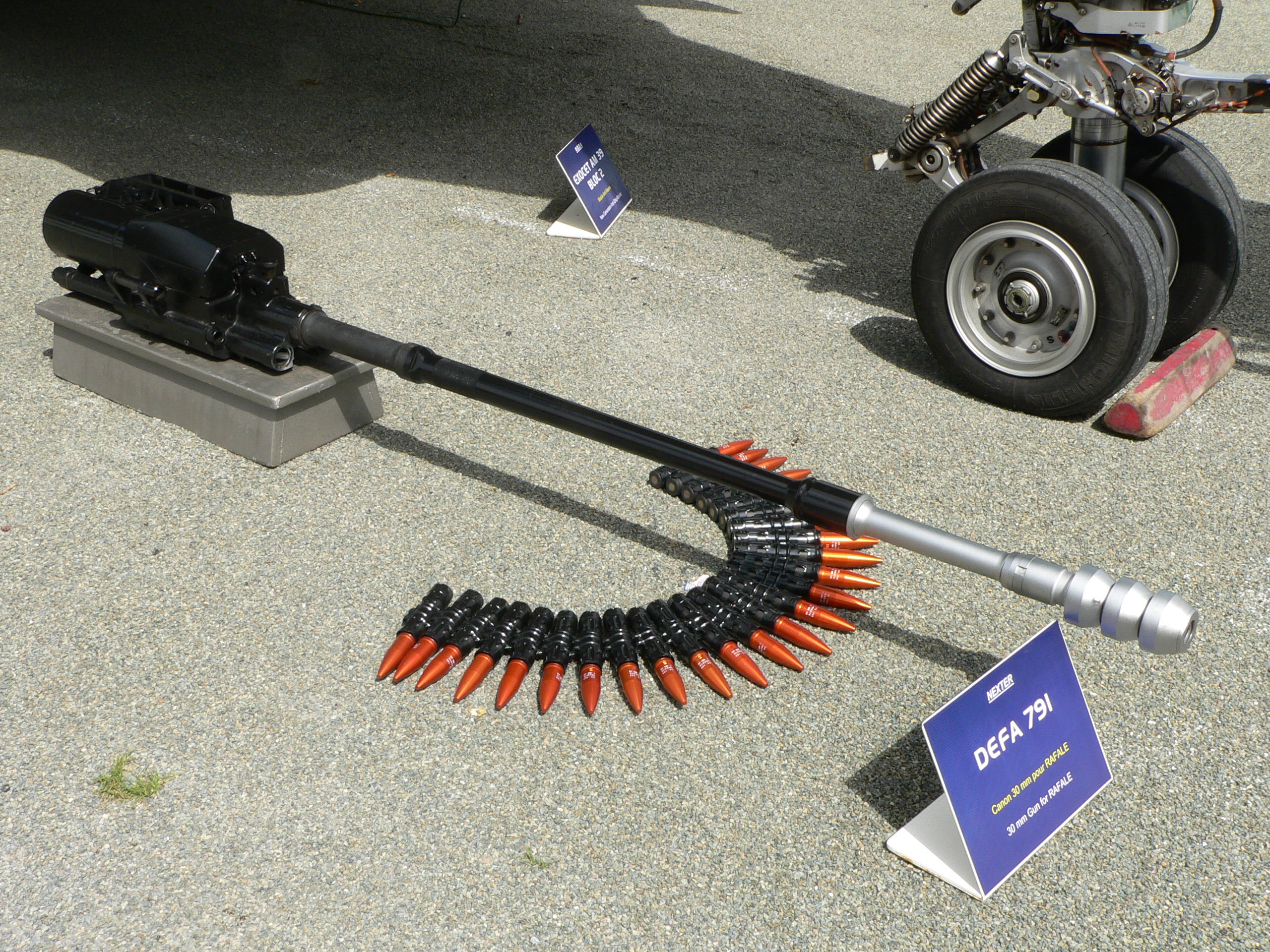
Canon DEFA 791 pour le Rafale

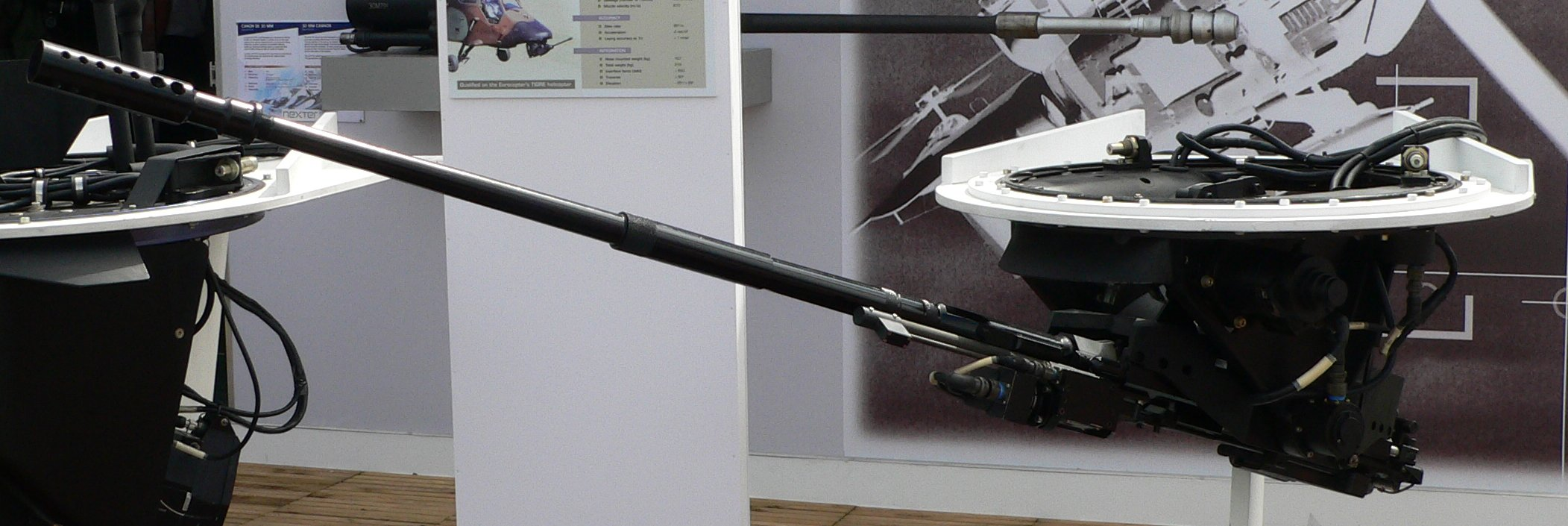
Tourelle THL-30 (Eurocopter Tigre)

Les GIAT 30 sont une série de canons revolver de calibre 30 mm, développée par Nexter (anciennement Giat Industries) pour remplacer le canon DEFA 30 mm série 550 sur les aéronefs militaires français. 
Introduits à la fin des années 1990, les GIAT 30 sont des canons à tube unique, donc plutôt adapté à des tirs par rafales courtes d'une demi ou une seconde, avec mise à feu électrique des munitions (comme celles du DEFA).

## Versions
Deux versions du GIAT 30 sont proposées :

### 30 M 791
La 30 M 791, conçue pour les avions de chasse comme le Dassault Rafale, est une arme à emprunt de gaz. La cadence de tir est de 2 500 coups par minute, ce qui en fait une des pièces les plus rapides parmi les canons à tube unique. La vitesse à la bouche est de 1 025 m/s.
Les vingt premiers canons de présérie ont été livrés entre 2000 et 2001 et la production en série a commencé en janvier 2005. Le 300e exemplaire est livré en 2023.

#### Caractéristiques techniques
Masse120 kg
Effort de recul< 27 kN
Cadence de tir2 500 coups par minute (21 obus tirés et 1 kg d’explosif délivré en 0,5 s)
Modes de tirpar rafales limitées (0,5 s ou 1 s) ou libres
Munitioncalibre 30 × 150 mm OTAN dotée d'une amorce de sécurité 1 A-1 W
Vitesse à la bouche1 025 m/s
Alimentation électrique28 V - 5 A - continu
Dimensions (L x l x h)2 400 × 290 × 240 mm
Température de fonctionnement- 54 °C / + 74 °C

### 30 M 781
La 30 M 781, initialement destinée au montage exclusif sur hélicoptère, équipe la tourelle THL30 de l'Eurocopter Tigre.
Contrairement à la 30 M 791, c'est une arme à motorisation électrique, ce qui accroît la fiabilité du tir, et permet d'ajuster la cadence de tir en fonction des caractéristiques mécaniques (fréquences propres) du porteur. 

#### Caractéristiques techniques
Masse65 kg
Cadence de tir750 coups par minute
Modes de tirpar rafales limitées  ou libres
Munition30 × 113 mm dotée d'une amorce de sécurité 1 A-1 W
Masse de la munition220 g
Vitesse initiale810 m/s
Alimentation électrique115 V 400 Hz triphasé
Dimensions (L x l x h)1 870 × ? × ? mm

## Utilisateurs
- France: Rafale et Tigre
- Qatar: Rafale
- Égypte: Rafale
- Inde: Rafale
- Grèce: Rafale
- Espagne: Tigre
- Australie: Tigre

#### Armes équivalentes
- Chain gun M230 équipant l’hélicoptère AH-64 Apache.
- Shipunov 2A42 équipant les hélicoptères et les blindés russes.
- Gryazev-Shipunov GSh-30-1 équipant les avions de chasse soviétiques puis russes
- De type Gatling :
  - M61 Vulcan équipant la grande majorité des avions de combat américains
  - GAU-8 Avenger équipant le A-10
  - GAU-12 Equalizer équipant le AV-8B Harrier II, le Lockheed AC-130, et - dans sa version GAU-22/A - le Lockheed Martin F-35